# Pajkovac
Pajkovac (cyr. Пајковац) – wieś w Serbii, w okręgu rasińskim, w gminie Varvarin. W 2011 roku liczyła 136 mieszkańców.